# Parma bicolor
Parma bicolor är en fiskart som beskrevs av Allen och Larson, 1979. Parma bicolor ingår i släktet Parma och familjen Pomacentridae. Inga underarter finns listade i Catalogue of Life.